# Cade Bickmore
Cade Bickmore, né le 28 mars 1998 à Longmont, est un coureur cycliste américain. Il évolue au sein de l'équipe Project Echelon Racing.

## Biographie
Cade Bickmore est né à Longmont en plein cœur du Colorado,. Dans les catégories de jeunes, il participe à des compétitions sur route et en cyclo-cross. Il se distingue durant cette période en remportant plusieurs titres de champion des États-Unis universitaire.
Entre 2019 et 2021, il évolue au sein de l'équipe continentale Aevolo. Il intègre ensuite la formation Project Echelon Racing en 2023. Bon sprinteur, il remporte une étape ainsi que le classement par points du Tour of the Gila. Il s'impose par ailleurs sur divers critériums américains.  

## Palmarès et résultats

### Par année
- 2022
  - 2e du Snake Alley Criterium
  - 3e du championnat des États-Unis de l'américaine
- 2023
  - 4e étape du Tour of the Gila
  - Sunny King Criterium
  - Snake Alley Criterium
  - 1re étape du Tour de la Guadeloupe
- 2024
  - 4e étape du Tour of the Gila
  - Snake Alley Criterium
  - Kwik Star Criterium
- 2025
  - 3e étape du Tour de Bloom
  - 2e du Gastown Grand Prix

### Classements mondiaux
| Année                                 | 2023  | 2024  |
| ------------------------------------- | ----- | ----- |
| Classement mondial                    | 1712e | 2124e |
|                                       |       |       |
| Légende : nc = non classéSource : UCI |       |       |